# Tân An, Đak Pơ
Tân An là một xã thuộc huyện Đak Pơ, tỉnh Gia Lai, Việt Nam.
Xã Tân An có diện tích 26,54 km², dân số năm 1999 là 10.371 người, mật độ dân số đạt 391 người/km².